# Høegh-Guldberg
|  | Ikke at forveksle med Høg (adelsslægt) |
Høegh og Høegh-Guldberg er en dansk borger- og adelsslægt. Slægten føres tilbage til handelsmand i Horsens Peder Jørgensen Flensborg (ca. 1649-1714), hvis hustru Barbara Nielsdatter Høg tilhørte en sønderjysk slægt Høegh (Hoech). Deres søn, købmand og bedemand i Horsens Jørgen Pedersen Høg (1683-1751) var fader til provst, professor Niels Høegh (1734-1806), provst Hans Jørgen Christian Høegh (1738-1805) og gehejmestatsminister Ove Høegh-Guldberg (1731-1808), der 11. oktober 1777 optoges i adelsstanden med navnet Høegh-Guldberg. Han var fader til forfatter Frederik Høegh-Guldberg (1771-1852) — hvis sønner var højesteretssagfører Ove Emmerich Høegh-Guldberg (1798-1843) og kunstfyrværker Hans Jørgen Christian Høegh-Guldberg (1802-1879) — til litterat Peder Høegh-Guldberg (1776-1809), generalløjtnant, forfatteren Christian Høegh-Guldberg (1777-1867) og oberst Julius Høegh-Guldberg (1779-1861). Dennes sønner var etatsråd, dr. med. Ove Christopher Høegh-Guldberg (1805-1869), maleren Emmerik Lucian Høegh-Guldberg (1807-1881) og overretssagfører og medlem af Folketinget Christopher Julius Emil Høegh-Guldberg (1842-1907), som var fader til lægen Ove Høegh-Guldberg (1853-1920). Denne var fader til lægen og modstandsmanden Ove Høegh-Guldberg (1905-1987).
Den australske biolog Ove Hoegh-Guldberg (født 1959) er et nulevende medlem af slægten.

## Guldberg
Ove Høegh-Guldberg (1731-1808) antog allerede som barn navnet Guldberg efter sin moder, Helene Dorthea Ovesdatter Guldberg (ca. 1697-1742), hvis broder var præsten Dines Ovesen Guldberg (1697-1758), der var præst i Gylling Sogn. Slægten Guldberg har taget navn efter Guldbjerg Sogn på Fyn. Denne slægt omfatter bl.a. blindelæreren Carl Edvard Lemming Guldberg (1823-1905) og hans broder Ludvig August Friborg Guldberg (1834-1912) og minister Ove Guldberg (1918-2008).
Slægten findes også i Norge, hvor præsten Carl August Guldberg var fader til matematikeren og fysikeren Cato Maximilian Guldberg (1836-1902), til anatomen Gustav Adolph Guldberg (1854-1908) og til matematikeren Axel Sophus Guldberg (1838-1913).